# Toni Cottura
Toni Cottura (ur. 7 czerwca 1971 w Hamburgu) – niemiecki raper i producent muzyki eurodance oraz hip-hop. Karierę rozpoczął w 1988 r. współpracą z Davidem Fascherem oraz później z DJ Shahinem.
W 1992 r. założył zespół Fun Factory, w którym działał jako producent, autor tekstów oraz tancerz, zanim skierował się w stronę rapu i w takiej konwencji ukazał się drugi album zespołu. Cottura oraz partner Bülent Aris rozwiązali zespół w 1996 r., aby skoncentrować się na ich rozwijającym się, hip-hopowym projekcie Booya Family.
W Booya wyprodukował nagrania dla takich artystów jak np. Nana, Pappa Bear, Ray Horton, zespół Jonestown, A.K. Swift oraz Alex Prince, głównie w stylu hip-hop oraz R&B. 
Wyprodukował także kilka utworów dla boysbandów *NSYNC i Backstreet Boys oraz współpracował z P. Diddy.
W 2000, Cottura zerwał współpracę z Arisem oraz rozwiązał Booya, wracając do muzyki eurodance i produkując Underdog Project oraz zwycięzców niemieckiego programu Popstars – zespół Bro’Sis. Powrócił niespodziewanie w 2003 r. popową balladą "Fly".